# بلدة فان بورن مقاطعة مونرو (إنديانا)
بلدة فان بورن، مقاطعة مونرو (بالإنجليزية: Van Buren Township, Monroe County, Indiana)‏ هي منطقة سكنية تقع في الولايات المتحدة في مقاطعة مونرو (إنديانا). يقدر عدد سكانها بـ 11,981 نسمة وترتفع عن سطح البحر 282 متر.